# Anna-Katharina Meßmer
Anna-Katharina Meßmer (* 1983) ist eine deutsche Speakerin, Beraterin, Aktivistin und Soziologin. Die Schwerpunkte ihrer Arbeit sind Digitalisierung, Politik, Social Media, Hass im Netz, Körper- und Biopolitik, Feminismus und Gesellschaftspolitik. Bekannt wurde sie durch ihren Beitrag an der #aufschrei-Aktion und den offenen Brief an den Bundespräsidenten Joachim Gauck.

## Leben
Von 2008 bis 2009 beriet Meßmer den SPD-Parteivorstand und Gesine Schwan während des Wahlkampfs zum Bundespräsident. Anfang 2013 war sie Mitinitiatorin der #aufschrei-Aktion, bei der viele Menschen sexistische Erfahrungen auf Twitter teilten. Der Hashtag wurde 2013 auch als erster Hashtag mit dem Grimme Online Award ausgezeichnet. Am 3. März 2013 veröffentlichte Meßmer mit sechs anderen Frauen einen offenen Brief an den damaligen Bundespräsidenten Joachim Gauck, in dem sie Gauck's Reaktion auf #aufschrei kritisierten. Ihm wurde unter anderem „fehlendes Feingefühl gegenüber Frauen, die sexistische Erfahrungen gemacht haben“ vorgeworfen.
2017 promovierte Meßmer an der Ludwig-Maximilians-Universität München mit ihrem Buch Überschüssiges Gewebe. Intimchirurgie zwischen Ästhetisierung und Medikalisierung.
Seit Herbst 2019 ist sie Projektleiterin für digitale Nachrichten- und Informationskompetenz bei der Stiftung Neue Verantwortung in Berlin. Zuvor war sie unter anderem Leiterin der Geschäftsstelle des Forschungsinstituts für gesellschaftliche Weiterentwicklung in Düsseldorf (FGW) und Leiterin der strategischen Partnerentwicklung bei dem Meinungsforschungs-Startup Civey.

## Auszeichnungen
2022 wurde Anna-Katharina Meßmer gemeinsam mit Alexander Sängerlaub und Leonie Schulz für die Studie „Quelle: Internet? Digitale Nachrichten- und Informationskompetenzen der deutschen Bevölkerung im Test“ mit dem Hans Bausch Mediapreis des SWR ausgezeichnet.

## Veröffentlichungen
- Überschüssiges Gewebe. Intimchirurgie zwischen Ästhetisierung und Medikalisierung. Springer, Wiesbaden 2017, ISBN 978-3-658-17053-0.